# Alamor
Alamor är en ort i Ecuador.   Den ligger i provinsen Loja, i den sydvästra delen av landet, 500 km söder om huvudstaden Quito. Alamor ligger 1 303 meter över havet och antalet invånare är 3 769.
Terrängen runt Alamor är kuperad åt nordväst, men åt sydost är den bergig. Runt Alamor är det glesbefolkat, med 17 invånare per kvadratkilometer. Närmaste större samhälle är Celica, 11,8 km sydost om Alamor. Omgivningarna runt Alamor är huvudsakligen savann.